# Petra Haltmayr
Petra Haltmayr (* 16. September 1975 in Rettenberg) ist eine ehemalige deutsche Skirennläuferin.

## Biografie
Haltmayr war anfangs ihrer Karriere in den technischen Disziplinen Slalom und Riesenslalom zu Hause, fand dann aber immer mehr zu den Speed-Disziplinen. Zuletzt war sie eine Spezialistin in Abfahrt und Super-G. Sie konnte in ihrer langjährigen Karriere im Weltcup zwei Rennen gewinnen. Ein weiterer Sieg hatte sie am 5. März 2000 in Lenzerheide vor Augen, als sie mit Start-Nr. 30 die Führung übernahm, dann aber noch von der mit Nr. 33 ins Rennen gegangenen Corinne Imlig um 0,03 s abgefangen wurde. Ihr erstes Weltcup-Rennen fuhr sie am 18. Dezember 1994 in Sestriere im Slalom, ihr letztes Rennen am 15. März 2007 im Super-G in Lenzerheide.
Zwischen 2000 und 2004 gewann Petra Haltmayr vier Deutsche Meisterschaften, zwei in der Abfahrt und je eine im Riesenslalom und im Super-G. Fünfmal war sie DM-Zweite. Im März 2006 begann die ehemalige Sportsoldatin an der Hochschule Ansbach das Bachelor-Studium International Management, einen Studiengang, der an der HS Ansbach angepasst und speziell für Spitzensportler konzipiert wurde.
Ab November 2008 war sie als Ski-Alpin-Expertin beim ZDF zu sehen. Im Januar 2016 heiratete Petra Haltmayr in Rettenberg ihren Lebensgefährten Daniel Sturzenegger und heißt seitdem Petra Sturzenegger. Das Paar hat eine gemeinsame Tochter.

## Weltcupsiege
Insgesamt errang Haltmayr 4 Podestplätze, davon 2 Siege:
| Datum             | Ort         | Land   | Disziplin |
| ----------------- | ----------- | ------ | --------- |
| 30. November 2000 | Lake Louise | Kanada | Abfahrt   |
| 1. Dezember 2001  | Lake Louise | Kanada | Super-G   |